# Nebalia brucei
Nebalia brucei is een kreeftachtigensoort uit de familie van de Nebaliidae. De wetenschappelijke naam van de soort is voor het eerst geldig gepubliceerd in 1999 door Olesen.